# Namib-sivatag
A Namib-sivatag Dél-Afrika nyugati, Atlanti-óceáni partvidékén elterülő sivatag, amely 1600 km hosszan húzódik észak–déli irányban, kelet–nyugati szélessége 50–160 km. Namíbia teljes nyugati és Angola délnyugati részének tengerpartja mentén húzódik végig. Területe mintegy 80 900 km2, azaz majdnem egy magyarországnyi.

## Kialakulása
A Föld legősibb pusztasága. Kialakulásának oka a partok előtt áramló hideg Benguela-áramlat. Ez a tengeráramlat gyakorlatilag nem párolog, és magával ragadja a tenger felől a szárazföld irányába áramló nedvességet, így kiszárítja a partvidéket. A Namib-sivatag az Atacama-sivatag mellett Földünk legszárazabb sivataga.

## Jellegzetességei

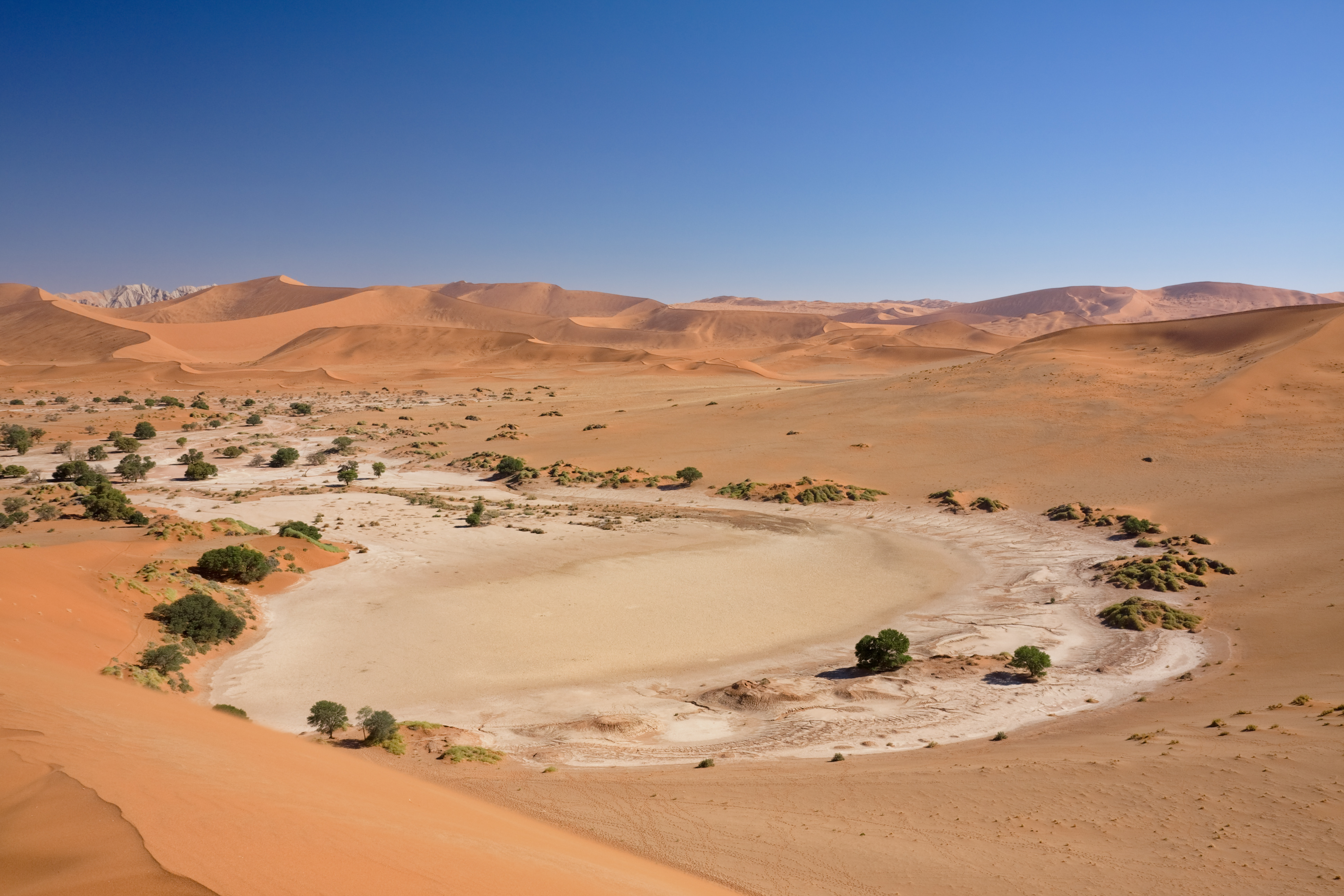
A Sossusvlei a Namib-sivatagban

A Namib-sivatag nagy kiterjedésű, rendkívül száraz vidék. A belső, parti rész igazi homoksivatag, ahol a szél gyakran óriási, több száz méter magas homokdűnéket alkot. Namíbiában vannak a világ legnagyobb, több mint 300 m magas homokdűnéi.
A külső, keleti rész homokkal borított hegyvidék, kősivatag. Míg az előbbi rész uralkodó színe a sárga, a külső rész színe vidékenként eltérő színű lehet, függően az alapkőzet anyagától. Az évi átlagos csapadék 50 mm körül mozog, de vannak térségei, ahol a megfigyelések alapján még soha nem esett eső. Két időszakos folyó tör magának utat mély kanyonokban az Atlanti-óceánig: a Swakop és a Kuiseb.

## Élővilág

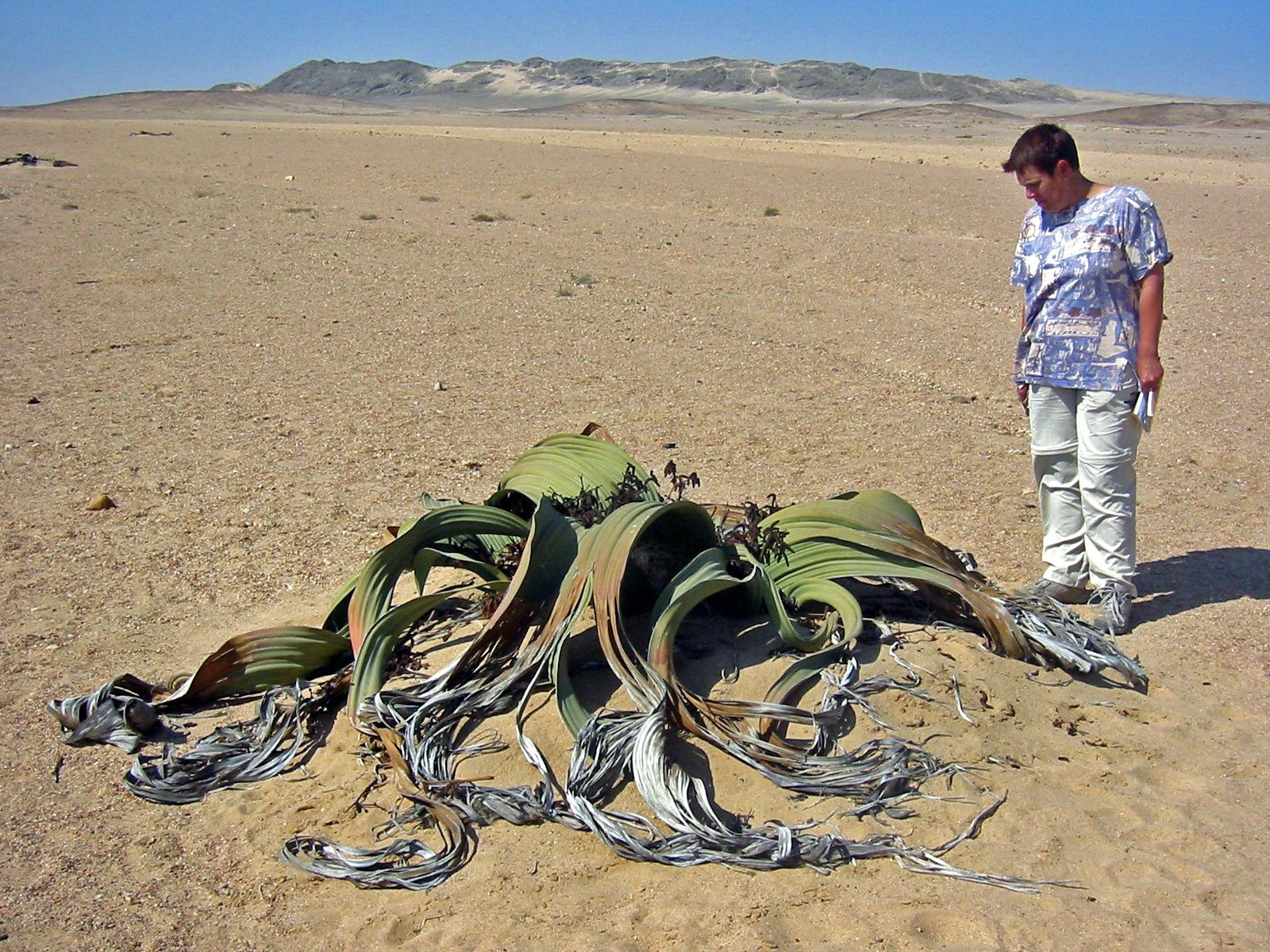
A velvícsia (Welwitschia mirabilis) egy példánya

A Namib-sivatagban kevés a növényzet, csak a folyóvölgyekben és a sivatag peremvidékein élnek meg szárazságtűrő növények. A sivatag peremvidékén fordul elő egy egyedülállóan víztakarékos pozsgás növény, a velvícsia (Welwitschia mirabilis). Ez a lassan növő, de tekintélyes méretet elérő növény igen hosszú életű, egyes példányai 2000 évesnél idősebbek.
Rovarok, gyíkok, kígyók is előfordulnak, vándorlás közben a szárazságtűrő oryx-antilopok is megfordulnak itt. A kisebb élőlények a nap melege és a ragadozók elől rendszerint a homokba rejtőzve keresnek védelmet. A struccok a 48 fokos meleget is kibírják, vízigényük kevés, amit füvek és más növények elfogyasztásából fedeznek. A cserjés, fás területen sivatagi elefántok élnek.

A sivatagi oroszlán csak itt fordul elő.  A tengerparti sávban oroszlánfóka kolónia él, ahol a panyókás sakálok táplálkoznak a gyenge vagy elhullott példányokból.

## Ismertebb helyek
- Kolmanskop

## Galéria

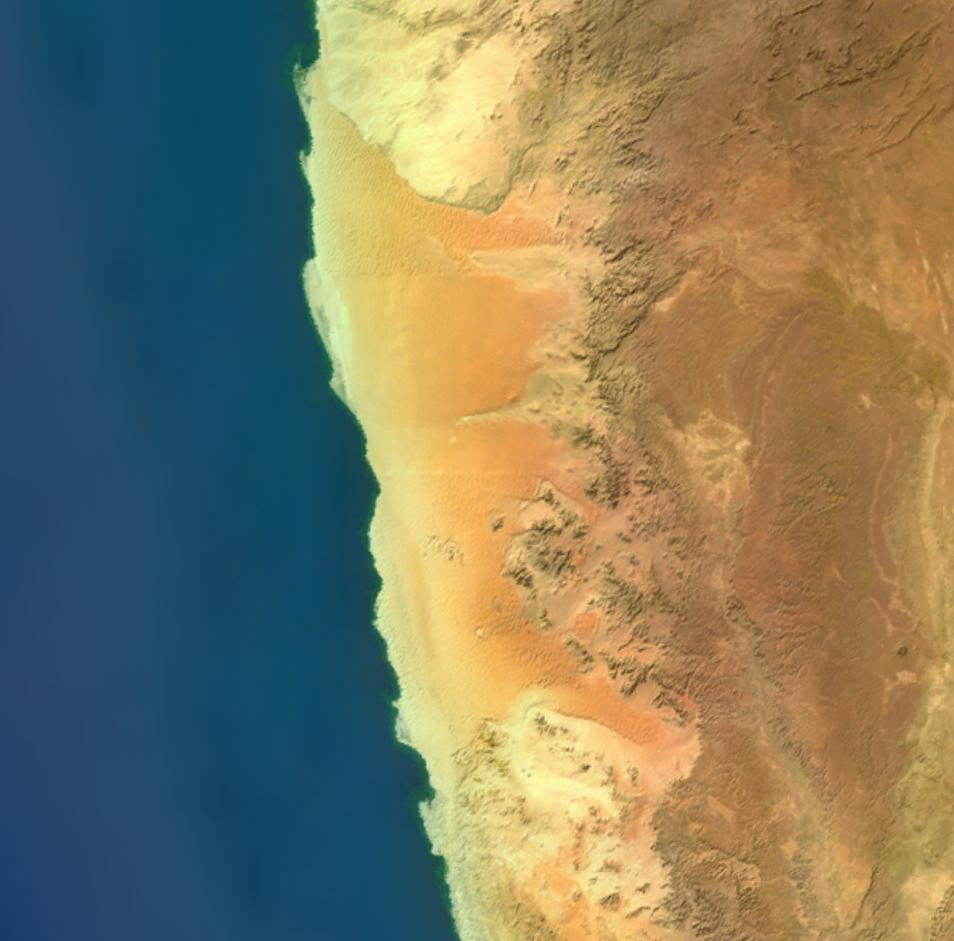
A namib Homoktenger (Namib Sand Sea) a NASA felvételén
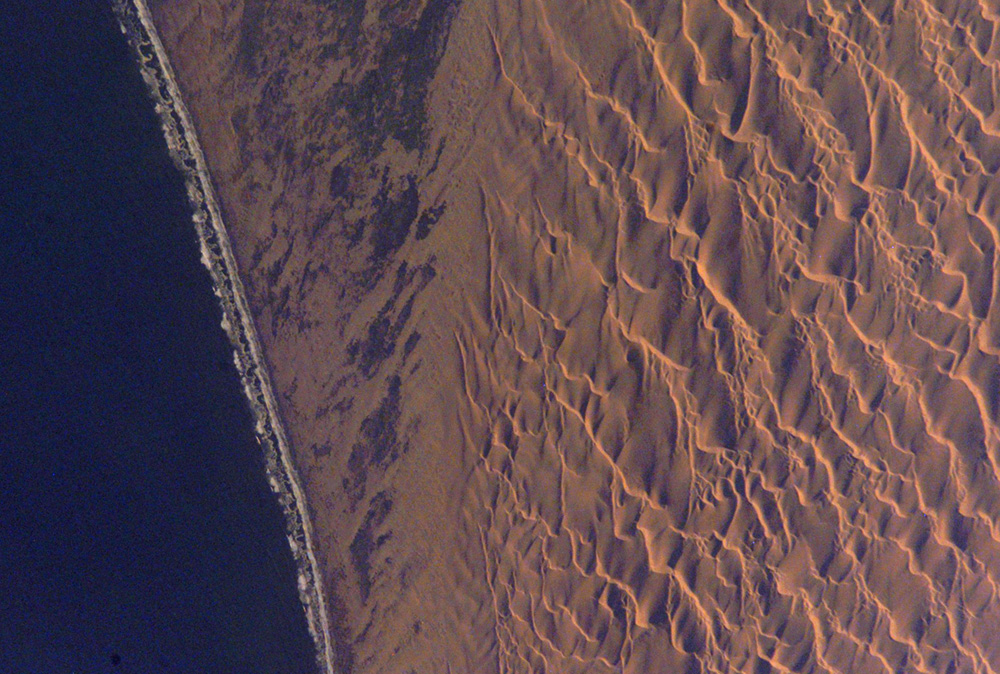
A Namib-sivatag dűnetengere
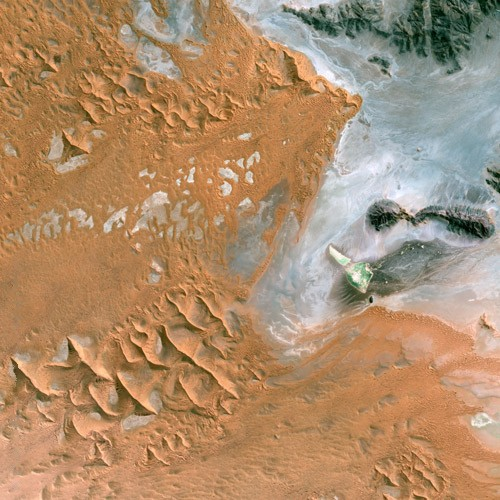
A Namib-sivatag a Spot műhold képén
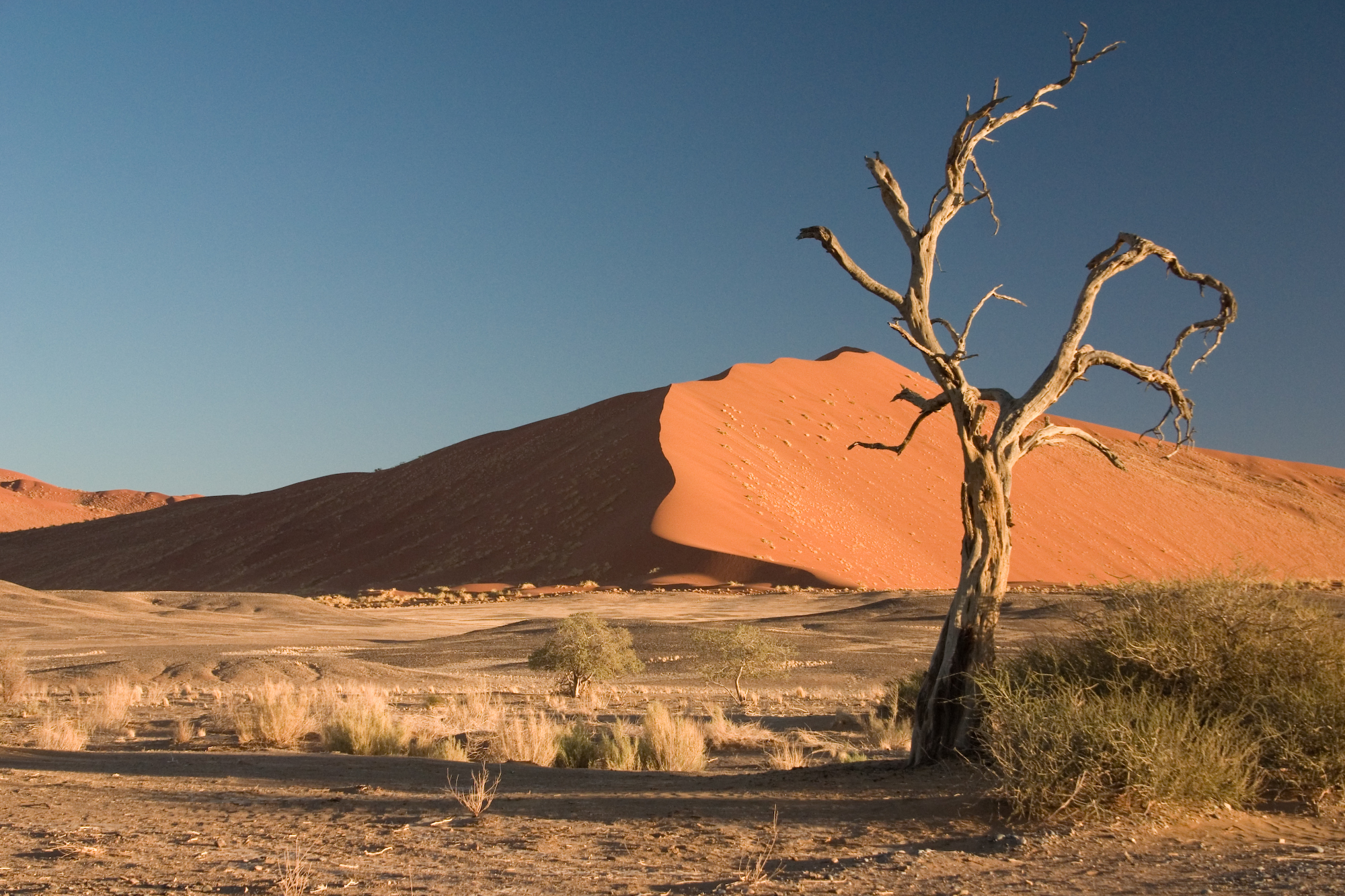
Tüskés tevefa (Vachellia erioloba) Sossusvlei körzetben
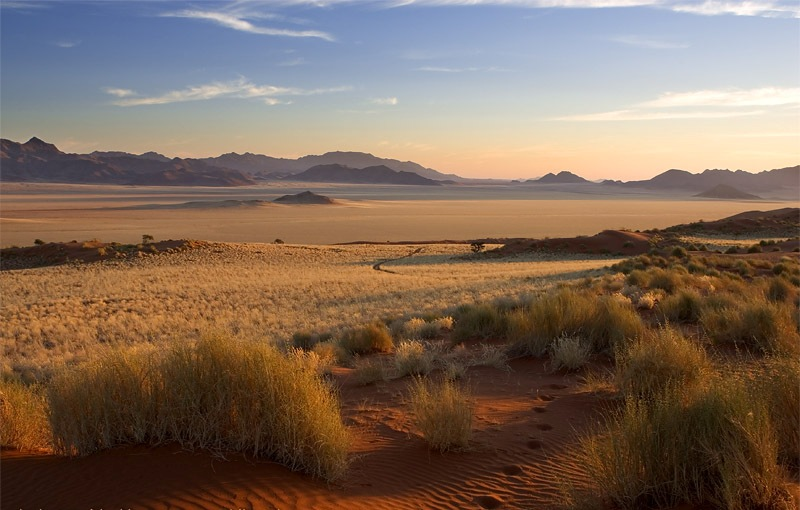
Naplemente a Namib Rand Természetvédelmi Területen, Namíbiában
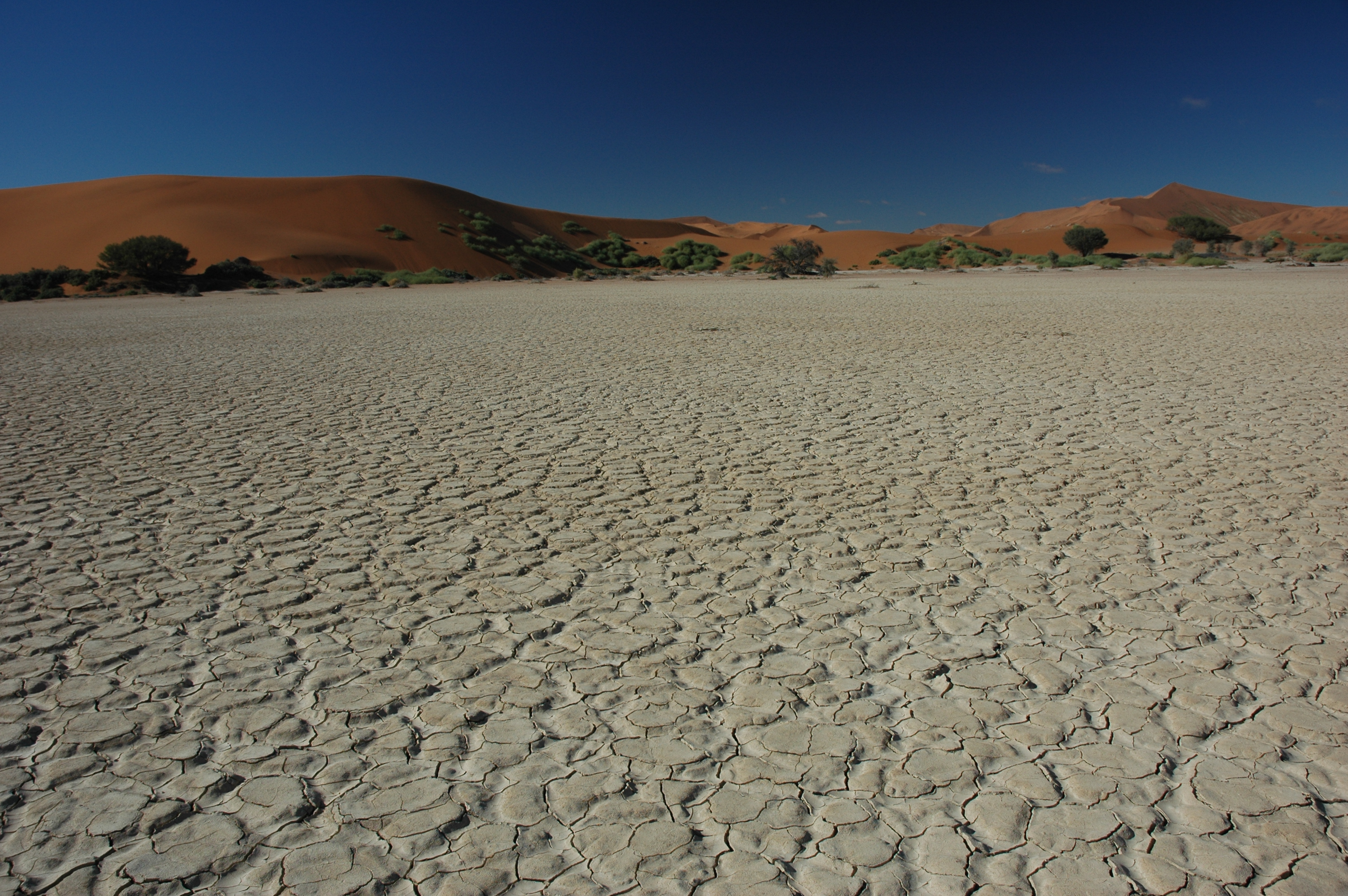
Repedezett talaj Sossusvlei mellett